# Antoine Michel Perrache
Pour les articles homonymes, voir Perrache.
Antoine Michel Perrache, né le 23 novembre 1726 à Lyon, où il est mort le 12 octobre 1779, est un sculpteur et ingénieur français, à l'origine du quartier de Perrache.

## Biographie
Antoine-Michel Perrache est le fils du sculpteur Michel Perrache (1685-1750), et de Louise Pierre. D'abord élève de son père, il est ensuite admis à l'École académique de Lyon.
Il travaille pour le consulat de Lyon et pour l'Aumône générale (Charité). Il est membre de l'Académie de Lyon. En 1756 il entre comme professeur à l'École gratuite de dessin de Lyon.
Sa sœur Jeanne entre en religion et son autre sœur, Marie-Anne Perrache, devient une artiste peintre.

## Projet de la presqu'île de Perrache
En 1766, il présente un plan pour rediriger le confluent du Rhône et de la Saône vers le sud en reprenant les projets de Jules Hardouin-Mansart de Sagonne et de Guillaume-Marie Delorme.
Devant l'opposition du consulat et de l'épiscopat, il finit par créer une société indépendante, la Compagnie Perrache, en 1771. Ayant obtenu les lettres patentes, il lance les travaux en 1772. Lors de sa mort en 1779, les travaux ont peu avancé. C'est sa sœur Marie-Anne qui reprend le flambeau. Elle revendra la société au comte de Laurencin en 1782. Le tout ne sera achevé qu'en 1839. Le nouveau quartier, gagné sur l'eau, prend alors le nom de « Perrache », ainsi que la gare qui y est bâtie dans les années 1850.

## Collections publiques

### Sculptures
- Monument funéraire de Michel Perrache, 1750-1751, chapelle de l'Annonciade dans la Basilique Saint-Bonaventure de Lyon[5],[6]
- Médaillon, Lyon, chapelle Saint-Thomas
- Groupe, sculpture, Lyon, hôpital de l'Antiquaille
- Sainte-Barbe, Lyon, église Saint-Bonaventure
- Fonts baptismaux, Lyon, église Saint-Nizier[7]

## Archives
- Antoine-Michel Perrache, Réflexions sur l'éducation, et Projet d'un établissement d'éducation relative aux sciences, au commerce et aux arts, 1776, manuscrits, bibliothèque municipale de Lyon[8]